# Legousia skvortsovii
Legousia skvortsovii là loài thực vật có hoa trong họ Hoa chuông. Loài này được Proskur. mô tả khoa học đầu tiên năm 1980.